# Pontus Jansson
Pontus Sven Gustav Jansson (Arlöv, 1991. február 13. –) svéd labdarúgó, a Malmö FF hátvédje.

## Pályafutása

### Klubcsapatokban
2006-ban csatlakozott a Malmö junior csapatához. 2009-ben bekerült az első csapatba, ahol a svéd első osztályban játszott. A bajnokságban 2009. szeptember 14-én játszott először a  Djurgårdens elleni 2–1-es győzelem során. Ugyanebben az évben kölcsönben a negyedosztályú IFK Malmö csapatánál szerepelt. 2010. május 15-én, a  Mjällby elleni mérkőzésen megszerezte első gólját a bajnokságban. Ugyanebben az évben svéd bajnoki címet nyert a csapatával.
2014-ben a Torino FC-hez igazolt, majd 2016-ban kölcsönadták a Leeds Unitednek.

### A válogatottban
2012. január 18-án mutatkozott be a svéd válogatottban a Bahrein ellen 2–0-ra végződő barátságos mérkőzésen.

## Statisztika

### A válogatottban
| Válogatott | Év       | Mérk. | Gólok |
| ---------- | -------- | ----- | ----- |
| Svédország | 2012     | 2     | 0     |
| Svédország | 2013     | 2     | 0     |
| Svédország | 2014     | 3     | 0     |
| Svédország | 2015     | 0     | 0     |
| Svédország | 2016     | 3     | 0     |
| Svédország | 2017     | 3     | 0     |
| Svédország | 2018     | 7     | 0     |
| Svédország | 2019     | 3     | 0     |
| Svédország | 2020     | 4     | 0     |
| Összesen   | Összesen | 27    | 0     |

## Sikerei, díjai

### Klubcsapatokkal
Malmö FF
- Svéd bajnokság (5): 2010, 2013, 2014, 2023, 2024
- Svéd kupa (1): 2023–24
- Svéd szuperkupa (1): 2013

Brentford
- EFL bajnokság rájátszása: 2021[1]

### Egyéni
- Az EFL szezon csapata: 2016–17
- Az EFL bajnokság szezonjának csapata: 2016–17
- Az Év PFA csapata: 2018–19-es bajnokság[2]